# The Incredible Hulk (1996)
O Incrível Hulk (The Incredible Hulk, no original) é um desenho animado de 1996 baseado no personagem homônimo da Marvel Comics. Teve 21 episódios, divididos em duas temporadas, e foi originalmente exibido entre 8 de setembro de 1996 e 23 de novembro de 1997 pela rede de TV UPN. No Brasil foi exibido pela Rede Record na década de 2000 em horários e dias variados.
Lou Ferrigno, que interpretou o personagem principal na série live-action de 1978 providenciou a voz para o mesmo nesta animação.

## Panorama sobre as temporadas

### Primeira temporada
A Primeira Temporada começa com o Dr. Banner já estabelecido como o Hulk e em fuga. Capturado pelos militares após outra tentativa de livrar-se da sua fera interior. Ao escapar, cai nas mãos do Líder. No entanto, a intervenção das criaturas mutantes da caverna juntamente com a do fiel amigo Rick e da dedicada namorada Betty Ross, o Hulk se liberta e torna-se de novo um fugitivo, com um ainda mais furioso General Ross, pai de Betty, em seu encalço.
Viajando através da nação e além, mesmo se aventurando nas profundezas do Canadá, Banner encontra espíritos tão atormentados quanto o seu, lutando com problemas internos semelhantes (Wendigo), bem como enfrenta seres de pura energia (Zzzax). Também trava uma dura aliança com o Gárgula, que providencia um antídoto para uma epidemia viral que vitimizou Betty e outros cidadãos. Nem mesmo a família de Banner está salva do terror que seus poderes ocultos trazem, como sua melhor amiga e prima Jennifer Walters, que é criticamente atacada pelo Doutor Destino.

### Segunda temporada
Esta temporada é marcada por uma presença maior de luz nos quadros e por uma mudança significativa na personalidade de várias personagens.

## Guia de episódios

### Primeira temporada (1996)
| Episódio    | Título (BR)                        | Título (Original)                   | Sinopse |
| ----------- | ---------------------------------- | ----------------------------------- | --- |
| 1 e 2       | "O Retorno da Besta, Partes 1 e 2" | "Return of the Beast PTs 1 and 2"   | Bruce Banner tenta curar-se do Hulk outra uma vez, mas sua experiência é impedido por Major Talbot que faz com que Hulk surja e vá até General Ross que o esperava para o atacar com seu exército. Levado por Betty para a Base Gama seu experimento de cura é recriado. O Líder manda Abominável raptar o gigante verde, resultando na fuga do Hulk, que é ajudado por seus amigos, Betty Ross e Rick Jones.                                                                   |
| 3           | "Força Bruta"                      | "Raw Power"                         | Bruce é ajudado por Mitch, um cientista que acaba tornando-se num ser de pura energia, Zzzax. Hulk batalha contra ele, para impedir a destruição de uma barragem, e ao mesmo tempo o General Ross faz uma parceria com o agente Nick Fury e a S.H.I.E.L.D. No final Hulk escapa vencendo o exército dos Estados Unidos e S.H.I.E.L.D. |
| 4           | "O Homem de Ferro"                 | "Helping Hand, Iron Fist"           | Em Los Angeles, continuação do episódio “HulkBuster”, Tony Stark e James Rhodes ajudam Hulk e Rick Jones numa luta contra o General Ross, Nick Fury e seus militares. |
| 5           | "Sangue Inocente"                  | "Innocent Blood"                    | O Major Glenn Talbot usa uma arma mortal no Hulk, e para piorar o Motoqueiro Fantasma batalha com o Hulk após achar ele um monstro de "sangue-não inocente", mas no final ele percebi que Hulk é a vitima e ajuda a salvar ele. |
| 6           | "De Homem Pra Homem"               | "Man to Man, Beast to Beast"        | Numa tentativa de cura no Canadá, Bruce descobre um segredo sobre seu amigo, Dr. Walter, que ele é um monstro também, o que resulta numa luta do Hulk contra ele. |
| 7           | "Condenado"                        | "Doomed"                            | A prima de Banner, Jennifer Walters é ferida e sequestrada pelo Dr. Destino em Washington. Ela precisava de uma transfusão de sangue, e Bruce é claro se ofereceu, mas ela acaba se transformando em Mulher-Hulk, que derrota o vilão e salva Hulk que estava sendo controlado pelo doutor que queria destruir a Casa Branca. Nosso general é claro aproveita a oportunidade para dizer que foi ele o herói.                                                                    |
| 8           | "Fortaleza Fantástica"             | "Fantastic Fortitude"               | Na esperança de encontrar Reed Richards, Bruce e Mulher-Hulk acham o Coisa, que numa tentativa de achar uma cura para o Hulk, acabam lutando contra os monstros do Líder, criados pelo DNA do monstro verde. |
| 9           | "Limites Mortais"                  | "Mortal Bounds"                     | Um vírus Gama se espalha em Detroit, e Betty o pega. O Hulk acaba lutando contra o Dr. Donald Blake/Thor, mas eles unem suas forças para derrrotar um inimigo em comum, o Abominável. No final, Betty é curada pelo Gárgula, que havia criado a doença acidentalmente em uma tentativa de criar uma cura gama e abominável foge. Gárgula afirma que Hulk e ele ainda são inimigos.                                                                                              |
| 10          | "Wendigo! Quando o Vento Chora"    | "And the Wind Cries...Wendigo!"     | Um misterioso monstro indígena chamado Wendigo ataca Betty, enquanto isso, numa tentativa de pegar o Hulk, General Ross e ele ficam presos por uma algema. Após se libertar, Hulk acaba com o vilão e por consequência quebra a antiga maldição que mantinha o grande guerreiro indígena na forma de uma terrível criatura, ele então parte para o longe na forma de uma águia.                                                                                                 |
| 11, 12 e 13 | "Trevas e Luz, Partes 1, 2 e 3"    | "Darkness and Light PTs 1, 2 and 3" | Betty, Rick e o Dr. Samson conseguem levar Hulk ao laboratório gama para ser curado, mas são atrapalhados por Glenn. Banner e Hulk são separados, mas os dois necessitam um do outro para viver. Enquanto isso, o descontrolado Hulk luta contra o General Ross e depois contra Bruce dentro de uma armadura robô. Na tentativa de juntá-los novamente, Ross faz Rick cair no experimento, o transformando num ser como Hulk, enquanto o verdadeiro Hulk fica de cor diferente! |

### Segunda temporada (1997)
| Episódio | Título (BR)                | Título (Original)           | Sinopse |
| -------- | -------------------------- | --------------------------- | --- |
| 14       | "Um Hulk de Cor Diferente" | "Hulk of a Different Color" | Transformado numa versão cinza e mais inteligente, Hulk é atacado pelo General Ross, que fica ferido. Banner é acusado de tentativa de homicídio, e Mulher-Hulk chega à cidade para defendê-lo. O Líder e Gorgona tentam fazer com que o Hulk Cinza covensa Rick a ser cobaia no laboratório do vilão, mas eis que surge o Hulk Verde. |
| 15       | "A Alameda da Memória"     | "Down Memory Lane"          | Jennifer Walters freqüenta uma reunião de colegial, mas ela estava muito cansada, como Mulher Hulk. Enquanto Banner tenta diagnosticar sua condição, Líder e Gorgona tentativa de capturar Hulk, mas o herói o derrota. |
| 16       | "Possessão Mental"         | "Mind Over Anti-Matter"     | O Dr. Estranho está na cidade, e Bruce o pede para ele ir dentro de sua mente, onde uma energia irá destruir a bondade dentro de Banner. Mas eles são capazes de convencer tanto o Hulk Cinza quando o verde para ajudá-los no interior da mente do herói.                                                                             |
| 17       | "O Senhor Conserta Tudo"   | "They Call Me Mr. Fixit"    | O submundo de Chicago está mudando, graças à chegada do super-vilão Crusher Creel, o Homem Absorvente. Enquanto isso, a Mulher-Hulk e o Hulk Cinza lutam contra o chefe da máfia, chamando ele mesmo de "Sr. Fixit". |
| 18       | "As Guerreiras da Moda"    | "Fashion Warriors"          | Durante um desfile beneficente em Miami, a Mulher Hulk e o Hulk enfrenta novamente o L´dier e Gorgona, então a heroína se junta com Betty Ross e outras modeles para enfrentar eles. |
| 19       | "As Pedras de Hollywood"   | "Hollywood Rocks"           | Banner tentam impedir o choque entre asteróides em Hollywood, porém, o Doutor Destino rouba seu equipamento, e Hulk Verde deve impedi-lo. Enquanto isso, a Mulher-Hulk aproveita para se aventurar no mundo das novelas e filmes. |
| 20       | "A Vila Perdida"           | "The Lost Village"          | Quando o Hulk Verde resgata um homem idoso chinês de ninjas, ele ganha um chaveiro que lhe permite mudar imediatamente para Banner. Ele e Mulher-Hulk viajam ao Tibete, onde buscam um mítico vale perdido de Anavrin, na esperança de eles finalmente curarem Bruce do Hulk.                                                          |
| 21       | "Missão Incrível"          | "Mission: Incredible"       | Uma mulher conhecida como híbrida tenta assumir o General Ross, fazendo com que o Hulk Cinza e Mulher Hulk se juntarem a Nick Fury para salvarem um instável núcleo de energia Gamma na instalação militar conhecida como Mar de Base. A Aparição do Hulk Cinza e do Hulk Verde conduzem paz entre o General Ross e Betty.             |